# Dankward
Dankward auch Dankwart († um 26. September 1063) war von 1049 bis 1063 Bischof von Brandenburg.

## Leben
Die Weihe zum Bischof erhielt Dankward vor dem 19. Oktober 1049, denn an diesem Tag war er als Bischof auf der Synode Leos IX. zu Mainz. Er war ein Freund und Begleiter des Erzbischofs Adalbert von Bremen. Die Forschungen von Breßlau ergaben, dass er um den 26. September 1063 verstorben ist.